# Abu Hamizeh
Abu Hamizeh (farsi ابوحميظه) è una città dello shahrestān di Dasht-e-Azadegan, circoscrizione di Centrale, nella provincia del Khūzestān. Aveva, nel 2006, una popolazione di 5.247 abitanti.